# لیگ برتر والیبال مردان ایران ۱۳۸۴
لیگ برتر والیبال ایران ۱۳۸۴ نهمین دوره لیگ برتر والیبال ایران می‌باشد. در پایان این دوره از مسابقات، تیم پیکان تهران به عنوان قهرمانی رسید.

## جدول رده‌بندی
|      |                         |          | بازی‌ها | بازی‌ها | بازی‌ها | ست‌ها | ست‌ها | ست‌ها    | صعود یا سقوط                        |
| رتبه | تیم                     | امتیازات | بازی   | برد    | باخت   | برد  | باخت | میانگین | صعود یا سقوط                        |
| ---- | ----------------------- | -------- | ------ | ------ | ------ | ---- | ---- | ------- | ----------------------------------- |
| ۱    | پیکان تهران             | ۴۷       | ۲۶     | ۲۱     | ۵      | ۶۸   | ۲۵   | ۲٫۷۲۰   | صعود به قهرمانی باشگاه‌های آسیا ۲۰۰۶ |
| ۲    | سایپا تهران             | ۴۶       | ۲۶     | ۲۰     | ۶      | ۶۹   | ۳۱   | ۲٫۲۲۶   |                                     |
| ۳    | آذرپیام ارتباطات ارومیه | ۴۵       | ۲۶     | ۱۹     | ۷      | ۶۲   | ۳۲   | ۱٫۹۳۸   |                                     |
| ۴    | پگاه ارومیه             | ۴۵       | ۲۶     | ۱۹     | ۷      | ۶۶   | ۳۵   | ۱٫۸۸۶   |                                     |
| ۵    | برق تهران               | ۴۳       | ۲۶     | ۱۷     | ۹      | ۶۶   | ۴۲   | ۱٫۵۷۱   |                                     |
| ۶    | صنام تهران              | ۴۱       | ۲۶     | ۱۵     | ۱۱     | ۵۶   | ۵۱   | ۱٫۰۹۸   |                                     |
| ۷    | پتروشیمی بندر امام      | ۴۰       | ۲۶     | ۱۴     | ۱۲     | ۵۳   | ۴۷   | ۱٫۱۲۸   |                                     |
| ۸    | گل گهر سیرجان           | ۴۰       | ۲۶     | ۱۴     | ۱۲     | ۴۷   | ۴۷   | ۱٫۰۰۰   |                                     |
| ۹    | نیوپان گنبد             | ۳۹       | ۲۶     | ۱۴     | ۱۲     | ۴۷   | ۵۴   | ۰٫۸۷۰   |                                     |
| ۱۰   | اتکا قم                 | ۳۳       | ۲۶     | ۷      | ۱۹     | ۳۵   | ۷۰   | ۰٫۵۰۰   |                                     |
| ۱۱   | پرسپولیس تهران          | ۳۲       | ۲۶     | ۶      | ۲۰     | ۳۴   | ۶۸   | ۰٫۵۰۰   | سقوط به دسته اول                    |
| ۱۲   | آیدانه چالدران          | ۳۲       | ۲۶     | ۶      | ۲۰     | ۳۴   | ۶۸   | ۰٫۵۰۰   |                                     |
| ۱۳   | ذوب‌آهن اصفهان           | ۳۱       | ۲۶     | ۵      | ۲۱     | ۳۸   | ۷۱   | ۰٫۵۳۵   |                                     |
| ۱۴   | پیام مخابرات گلستان     | ۳۱       | ۲۶     | ۵      | ۲۱     | ۳۲   | ۶۶   | ۰٫۴۸۵   | سقوط به دسته اول                    |

- تیم پرسپولیس تهران به عنوان بدترین تیم تهرانی به دسته اول سقوط کرد.

## رده‌بندی نهایی
| رتبه | تیم                     |
| ---- | ----------------------- |
| 1    | پیکان تهران             |
| 2    | سایپا تهران             |
| 3    | آذرپیام ارتباطات ارومیه |
| ۴    | پگاه ارومیه             |
| ۵    | برق تهران               |
| ۶    | صنام تهران              |
| ۷    | پتروشیمی بندر امام      |
| ۸    | گل‌گهر سیرجان            |
| ۹    | نیوپان گنبد             |
| ۱۰   | اتکا قم                 |
| ۱۱   | پرسپولیس تهران          |
| ۱۲   | آیدانه چالدران          |
| ۱۳   | ذوب‌آهن اصفهان           |
| ۱۴   | پیام مخابرات گلستان     |

|  | راه‌یافته به قهرمانی باشگاه‌های آسیا ۲۰۰۶ |

|  | راه‌یافته به دسته اول |

| قهرمان فصل ۱۳۸۴ لیگ برتر ایران |
| ------------------------------ |
| پیکان تهران ششمین قهرمانی      |

|  |  |